# セルゲイ・ニルス
セルゲイ・アレクサンドロヴィチ・ニルス （ロシア語: Серге́й Алекса́ндрович Ни́лус、1862年8月25日 - 1929年1月14日）は、ロシア帝国、ソビエト連邦の神秘思想家である。
モスクワ生まれ。1905年秋『卑小なるもののうちの偉大——政治的緊急課題としての反キリスト』（Великое в малом и антихрист как близкая политическая возможность）を出版。これがのちに偽書『シオン賢者の議定書』として出回ったとされている。

## 著作
- エス・ニールス 著、久保田栄吉 訳『ユダヤ議定書 : 世界顛覆の大陰謀』破邪顕正社 1940年[1]
- エス・ニールス 著、久保田栄吉 訳『ユダヤ議定書 第2篇』破邪顕正社 1943年[1]
- エス・ニールス 著、久保田栄吉 訳『ユダヤ議定書 : 驚異の怪文書』大勢新聞社 1973年[1]